# Berezna
Berezna (en ukrainien et en russe : Березна) est une commune urbaine de l'oblast de Tchernihiv, en Ukraine. Sa population s'élevait à 4 405 habitants en 2021.

## Géographie
Berezna se trouve à 31 km au nord-ouest de Mena, à 35 km à l'est de Tchernihiv et à 155 km au nord-est de Kiev.

## Histoire
La première mention de Berezna remonte à l'année 1152. Le village obtient le statut de commune urbaine en 1924. L'économie est surtout agricole (céréales, cultures industrielles, bovins). La tourbe est exploitée à Berezna et on y trouve une briqueterie.

## Population
Recensements (*) ou estimations de la population :
| 1897* | 1923* | 1926* | 1959* | 1970* | 1979* |
| ----- | ----- | ----- | ----- | ----- | ----- |
| 9 922 | 9 561 | 9 866 | 6 571 | 6 595 | 6 248 |

| 1989* | 2001* | 2011  | 2012  | 2013  | 2014  |
| ----- | ----- | ----- | ----- | ----- | ----- |
| 5 892 | 5 372 | 4 902 | 4 856 | 4 833 | 4 807 |

| 2015  | 2016  | 2017  | 2018  | 2019  | 2021  |
| ----- | ----- | ----- | ----- | ----- | ----- |
| 4 763 | 4 719 | 4 646 | 4 584 | 4 494 | 4 405 |

## Galerie

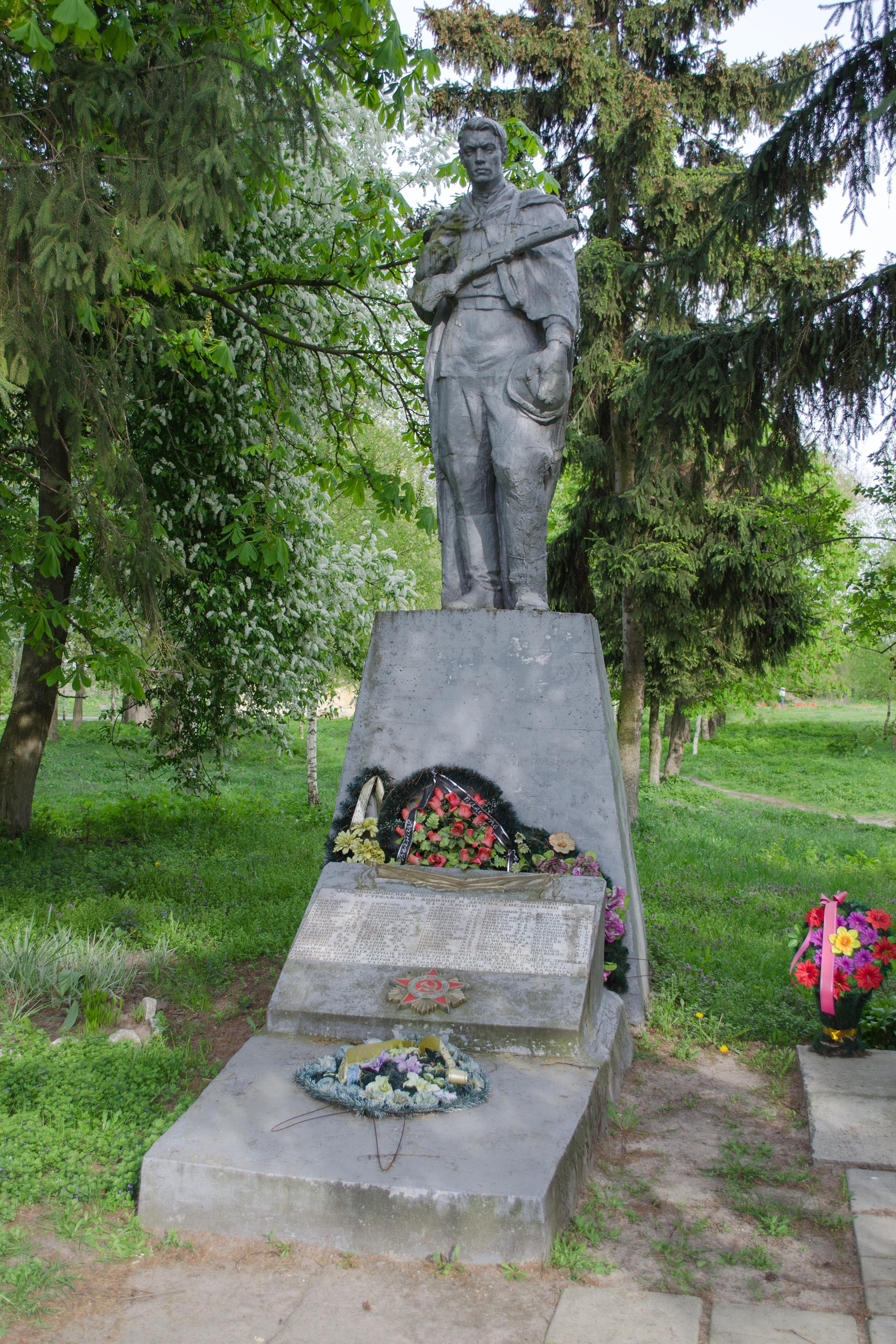
charnier
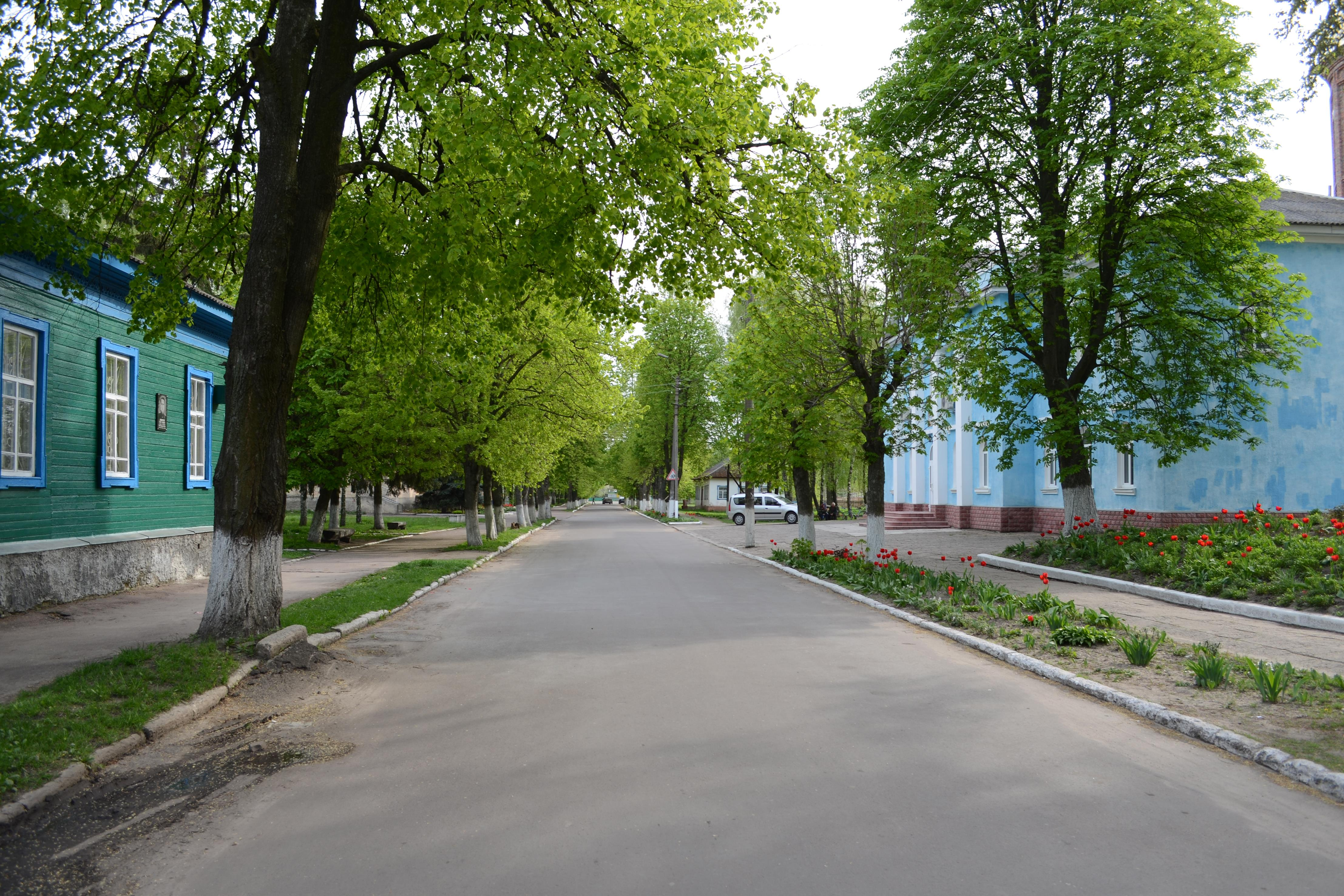
rue
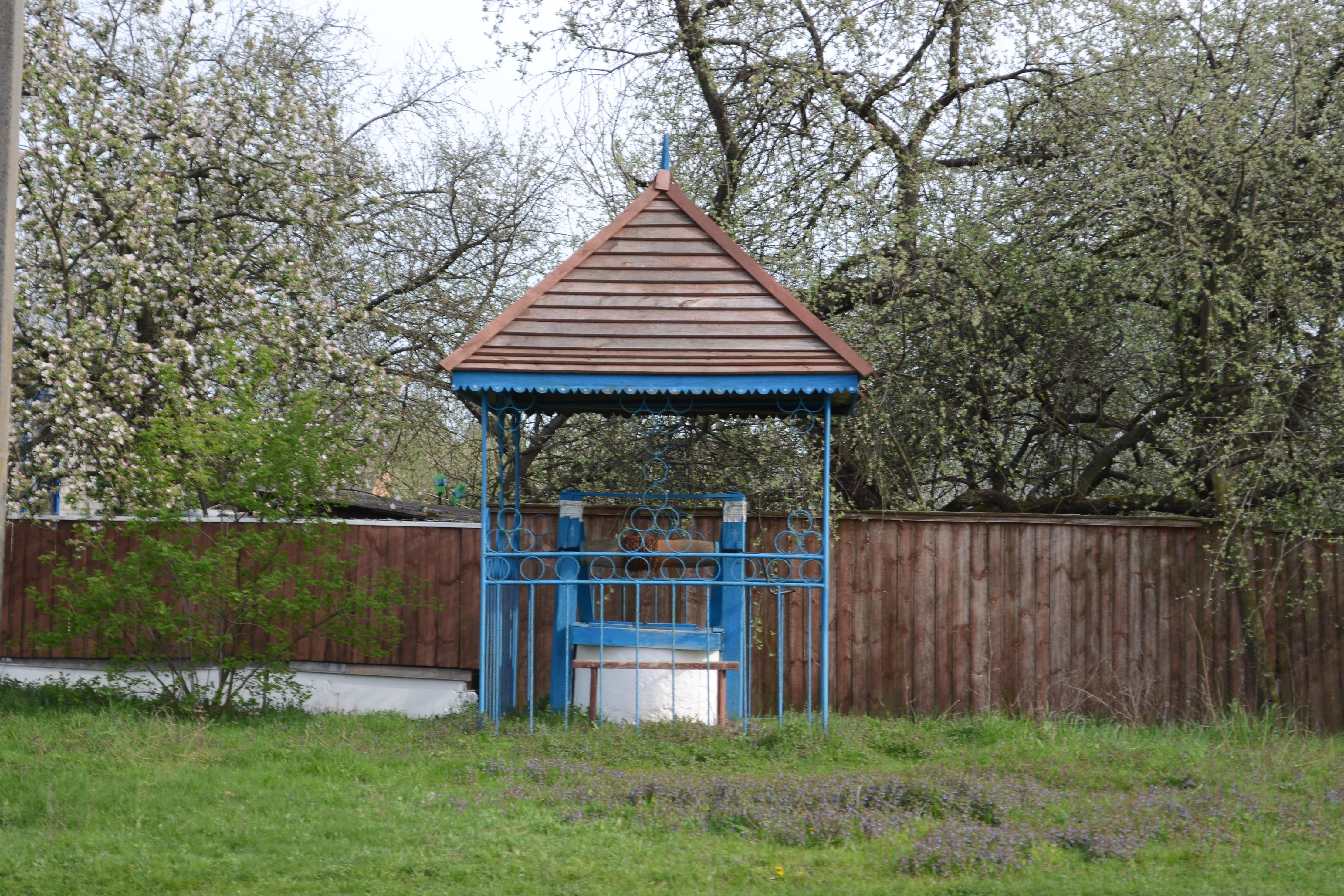
bien (kolodâz')
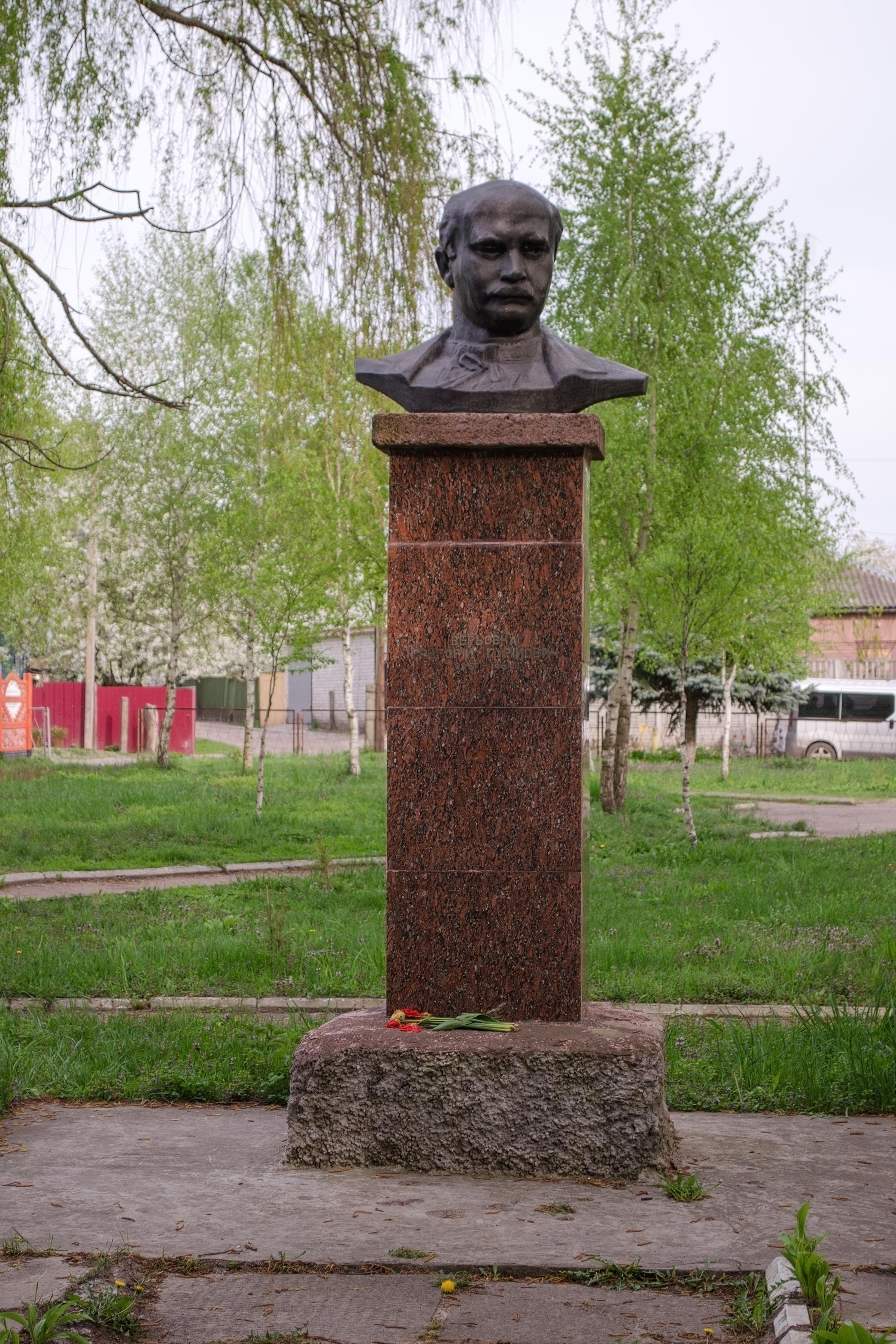
monument H.Verovtsi
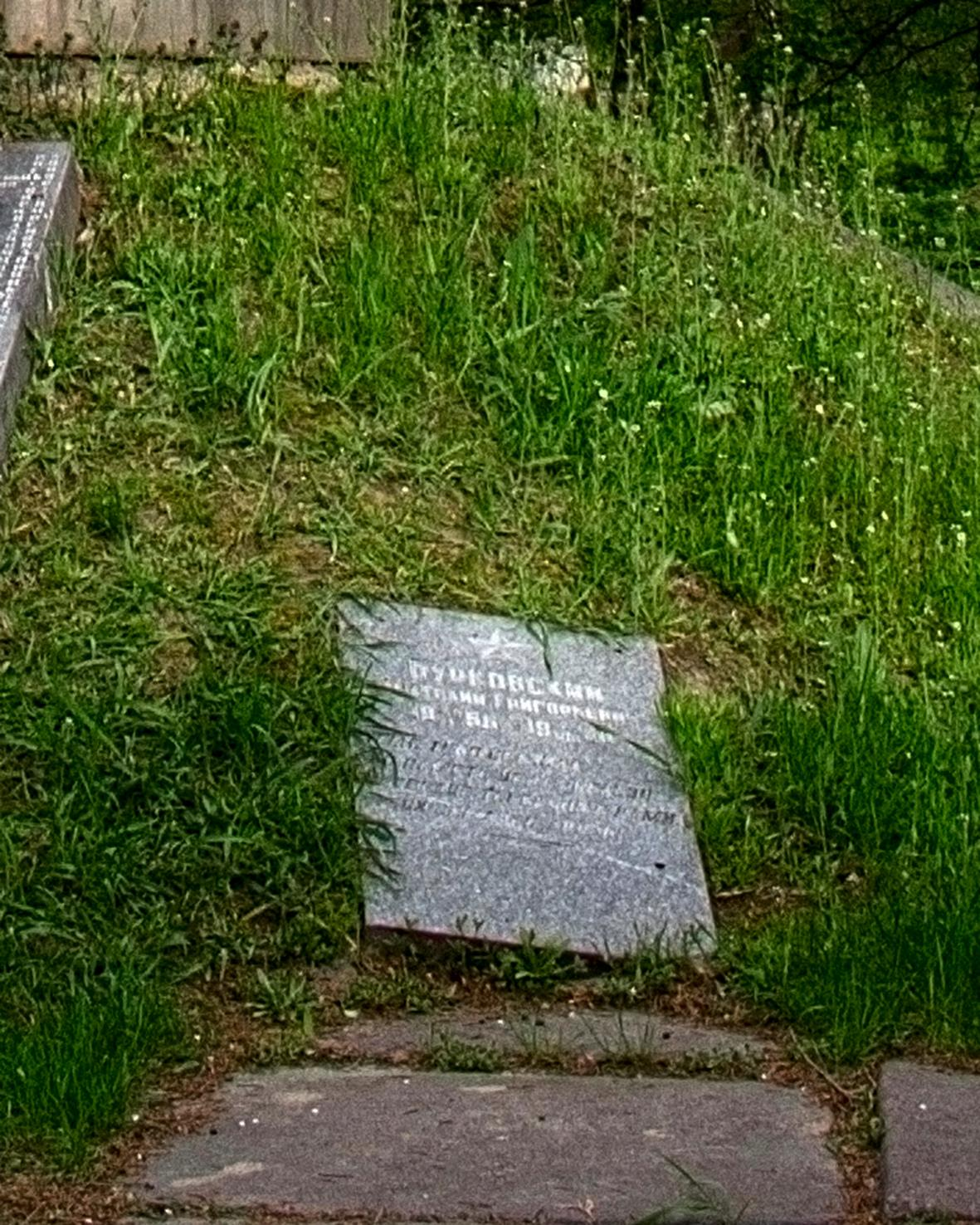
Burkovskogo Tomb guerrier internationaliste
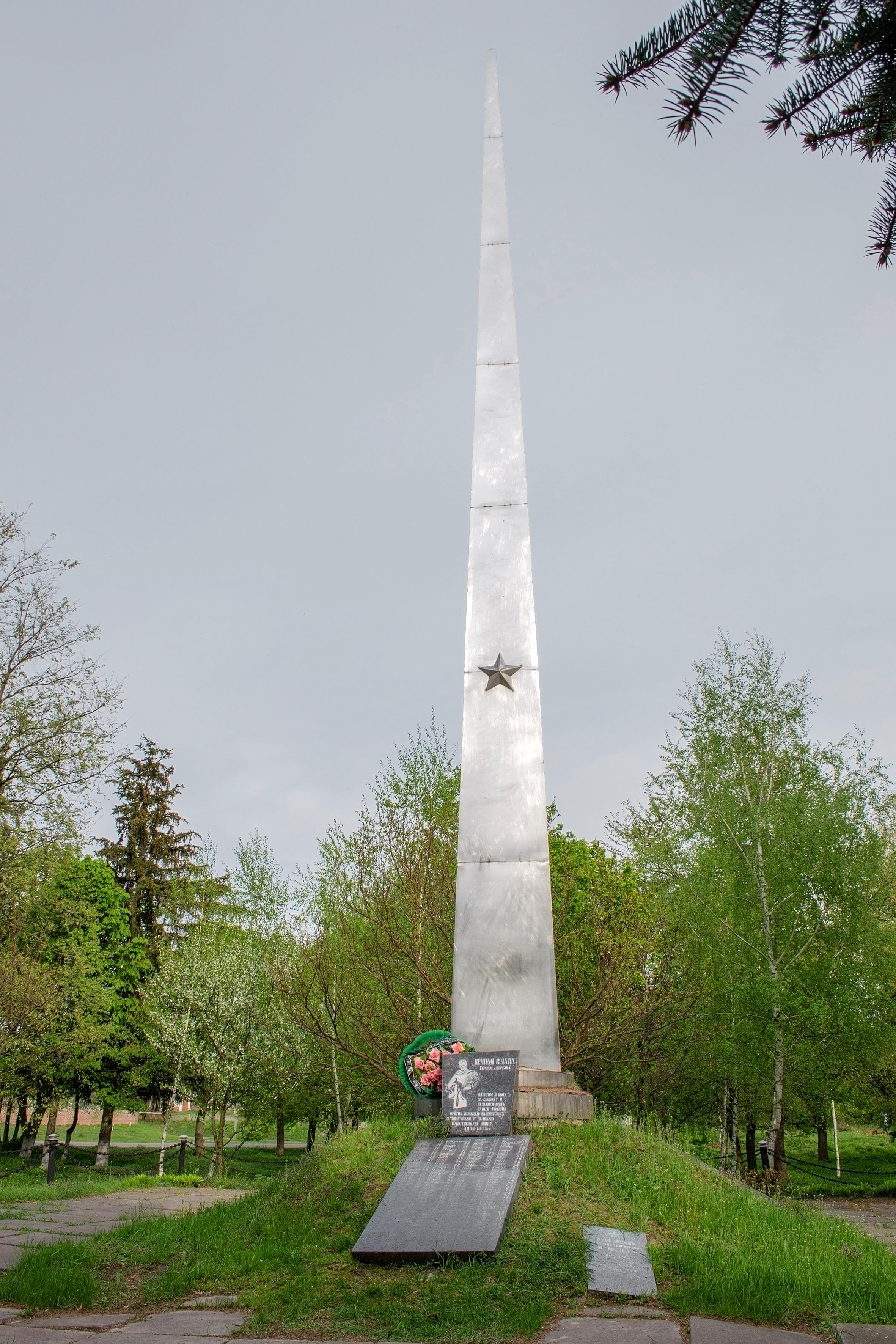
signe commémoratif